# Avicenna

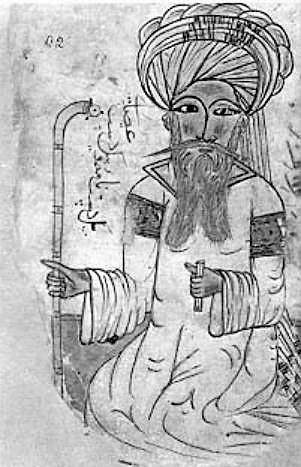
Avicenna in een manuscript uit 1271

Ibn Sina of (Latijn) Avicenna (voluit Aboe Ali Al-Hoessein Ibn Abdoellah Ibn Sina Balkhi, nabij Balkh, 980 – Hamadan, 1037) was een medicus, geoloog, paleontoloog, natuurkundige, psycholoog, wiskundige, wetenschapper, filosoof en alchemist van Perzische afkomst. Hij leverde bijdragen op het gebied van de aristotelische filosofie en de geneeskunde en schreef naar schatting 100 à 250 verhandelingen, de meeste hiervan in het Arabisch. Zijn bekendste werk is de Canon van de geneeskunde (Al-Qanun fi al-Tibb), die uit meer dan een miljoen woorden bestaat en lange tijd ook in Europa een standaardwerk zou blijven. Zowel dat werk als zijn interpretatie van Aristoteles bleven in Europa tot in de 17de eeuw een aanzienlijke rol spelen.

## Biografie
Avicenna dicteerde bij leven zijn autobiografie aan zijn vriend en leerling Abu 'Ubayd al-Juzjani, die tot de dood van Avicenna bij hem bleef en de tekst aanvulde tot een complete biografie. De andere belangrijke bron is Ibn Funduq (Abu'l-Hasan Bayhaqi, overleden rond 1170) die een hoofdstuk aan hem wijdt in Tatimma siwan al-hikma. Latere bronnen zoals Ibn Khallikhan (overleden 1281) steunen rechtstreeks of onrechtstreeks op de twee eerste bronnen. Van de autobiografie/biografie zijn manuscripten in verschillende versies overgeleverd.
Ibn Sina werd in februari 980 geboren in Balkh, nu Afghanistan. Zijn vader was gouverneur namens de Perzische dynastie van de Samaniden. Uit een door hem zelf gedicteerde autobiografie blijkt dat Ibn Sina op 10-jarige leeftijd de Koran en een groot deel van de Perzische poëzie uit zijn hoofd kende. Hierdoor stond hij bekend als een wonderkind. Op de jonge leeftijd van zeventien genas hij de emir van de Samaniden Noeh ibn Mansoer, waarna hij toegang kreeg tot de uitgebreide bibliotheek van de emir. Naar zijn eigen zeggen was hij onderwezen in alle takken van de wetenschap toen hij de leeftijd van achttien bereikte.
Na de dood van zijn vader begon Ibn Sina een periode van filosofie, studie en reizen. Hij bezocht plaatsen als Gorgan, Qazvin, Hamadan en Isfahan.
Door zijn wetenschappelijke werken kreeg Ibn Sina verschillende (bij)namen, waaronder Shaikh Al-Ra'ies, Hujjat Al-Haqq, Sharaf Al-Mulk en Imam Al-Hukama. Hij schreef als een van de eersten over besmettelijke ziekten en soa's en beschreef quarantaine om verspreiding van ziekten te voorkomen. Hij schreef onder andere over het klinisch testen van medicijnen, het diagnosticeren van symptomen van ziekten en over de symptomen en complicaties van suikerziekte. Ibn Sina beschreef ook de invloed van de kwaliteit van water en voedsel op de gezondheid. Hij toonde aan dat het bloed het hart binnenkomt om vervolgens door het hele lichaam te worden gepompt. Hij voerde de verdoving in voor operaties en maakte onderscheid tussen centrale en perifere aangezichtsverlamming.
Ibn Sina overleed in 1037 in Hamadan (Iran) en is daar begraven.

## Culturele achtergrond
De Abbasidische dynastie had in 762 de nieuwe hoofdstad Bagdad gesticht en aldaar een grote impuls gegeven aan literatuur en wetenschap in de Arabische taal. Tegen de 10de eeuw trad enerzijds een politiek verval in, waardoor afgelegen provincies zoals Transoxanië in Oost-Perzië (het domein van de Samaniden) steeds meer onafhankelijk optraden; anderzijds viel Bagdad ten prooi aan religieuze orthodoxie, en weken veel geleerden (waaronder Syrische christenen en Perzische aanhangers van het zoroastrisme, maar ook onafhankelijk denkende moslims) uit naar Perzië: deze periode wordt door sommige geschiedschrijvers de Perzische renaissance genoemd.
De Syriër Ibn al-Khammar was in Bagdad opgevoed als Christen. Na een bezoek aan de prins van Chorasmië werd hij samen met Al-Biruni weggevoerd naar het hof van sultan Mahmoed in Ghazni. Al-Khammar wordt 'de tweede Hippocrates' genoemd en genoot een felle bewondering door Avicenna, die schrijft: "moge God ons toelaten hem te ontmoeten, in ons voordeel of in het zijne."
Een andere geneesheer-filosoof was Abu Sahl 'Isa ibn Yahya al-Masihi ('de Christen'), geboren in Gorgan maar opgevoed in Bagdad. Na zijn terugkeer naar Chorasmië sloot hij een nauwe vriendschap met Avicenna, en het zou kunnen dat hij als diens leermeester optrad in sommige domeinen die hun beiden interesseerden. Toen sultan Mahmoed de prins het bevel gaf alle beroemdheden van diens hof naar hem te zenden, vluchtten al-Masihi en Avicenna. Tijdens die vlucht kwam al-Masihi om in een zandstorm.

## Werken

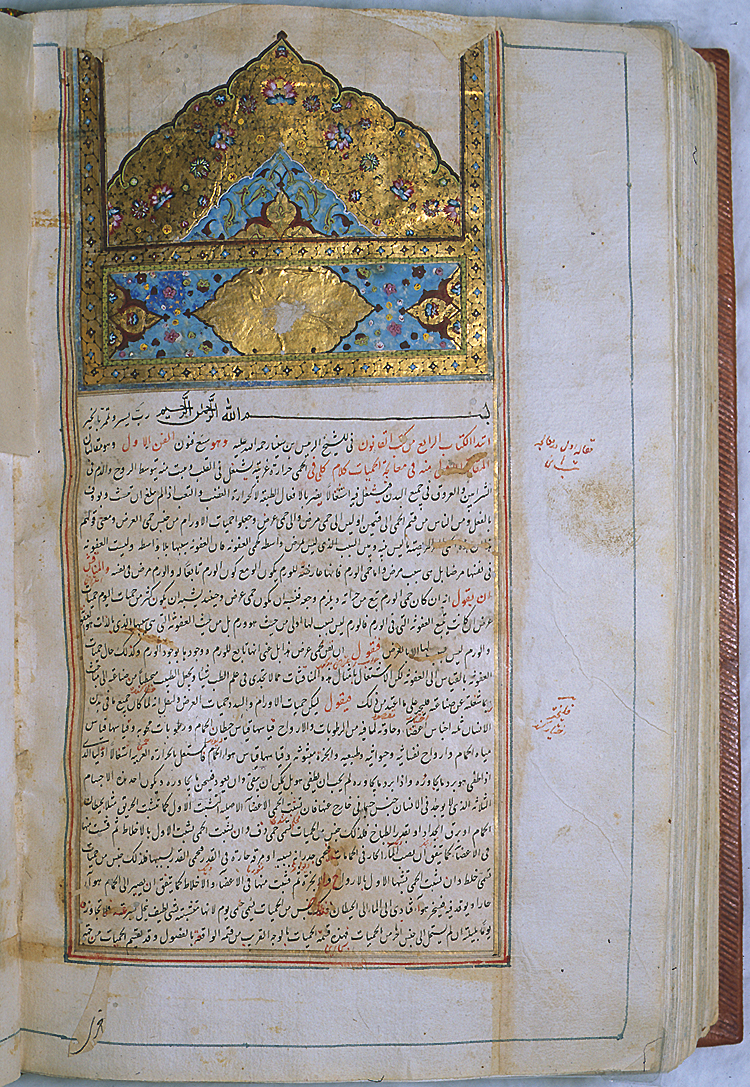
Canon van de geneeskunde

Ibn Sina's werken zijn in drie categorieën verdeeld, namelijk;

### Algemene filosofische werken
- Al-Sjifa (Het boek van genezing)
- Ketab Al-Najah (Het boek van overleveringen) (een samenvatting van Al-Sjifa)
- Uyun Al-Hikmah (Fonteinen der wijsheid)
- Daneshnamayyeh Ala'i (Het eerste Afghaanse filosofieboek)
- Al-Isharat W'al-Tanbihat (Boek van directieven en opmerkingen)

### Werken die exclusief gaan over de natuurfilosofie
- Kwesties met betrekking tot natuurfilosofie van bestaande factoren in de Al-Sjifa
- De Canon van de geneeskunde (Al-Qanun fi al-Tibb), het bekendste boek in de geschiedenis van de medische wetenschap
- Het gedicht over de medici getiteld Al-Urjuzah fi Al-Tibb

### Werken over de esoterie
- Risalah Hayy Ibn Yaqzan
- Risalat Al-Tayr
- Salaman wa Absal
- De laatste drie hoofdstukken van de Isharat, getiteld Mantiq al-Mashriqien
- Al Qasidat al Ayniyah
- Korte commentaren op Koranteksten

Daarnaast bevat al-Mubahatat ("de discussies") een collectie brieven die filosofische gedachtenwisselingen weergeven enerzijds tussen Avicenna, Bahmanyar en Abu l-Qasim, en anderzijds tussen Avicenna en Ibn Zayla.

## Avicenna over het getalbegrip
Avicenna was goed op de hoogte van het werk van de Griekse filosofen, waarschijnlijk via Arabische vertalingen. Met name bekritiseerde hij Plato's argumenten volgens dewelke wiskundige objecten (zoals getallen) ideeën zijn die een onafhankelijk bestaan leiden van hun begrip door mensen; maar vooral de positie van Aristoteles krachtens dewelke getallen potentieel in de materie bestaan. Avicenna merkte op dat de menselijke geest zich oneindige rijen getallen kan voorstellen, terwijl die onmogelijk waarneembaar zijn in de realiteit. Ook bij Pythagoras en zijn volgelingen stelt Avicenna een onhoudbare koppeling vast tussen een getal en zijn waarneembare manifestaties.
Voor Avicenna is een getal het resultaat van een creatieve bewerking van de menselijke geest: het getal 2 is de handeling van het combineren van twee afzonderlijke eenheden. In die zin vormt zijn werk een voorafspiegeling van de filosofie van de wiskunde zoals veel later uiteengezet door Gottlob Frege.

## Fysica
De meest uitgebreide verhandeling over fysica van Avicenna is Al-Sama al-tabi'i, het eerste onderdeel van het tweede deel van Al-Sjifa. Het is weliswaar geen commentaar op, of een interpretatie van, de fysica van Aristoteles (waarmee Avicenna in vertaling vertrouwd was), maar vormt zijn eigen versie van een wetenschap waarvan het onderwerp traditioneel werd afgebakend door dat werk van Aristoteles. Hij behandelt in het bijzonder de begrippen materie, vorm, natuur, beweging, plaats en tijd. Daarnaast bestaan van zijn hand een achttal minder uitputtende verhandelingen over afzonderlijke disciplines binnen de natuurwetenschappen.

## Varia
- In Kortrijk staat op een rotonde in de Marksesteenweg een standbeeld van Avicenna, een geschenk van de Oezbeekse hoofdstad Tasjkent.

## In Nederlandse vertaling
- Leerdicht der geneeskunst, vert. M.M.J. Reyners, 1991. ISBN 9789060099896
- Over het beheer van huis en haard, vert. Tineke Hoff, 1993. ISBN 9789039105771

- Bibsys: 90079307
- Biblioteca Nacional de España: XX968054
- Bibliothèque nationale de France: cb11889658g (data)
- Catàleg d'autoritats de noms i títols de Catalunya: 981058521609006706
- CiNii: DA0097410X
- Gemeinsame Normdatei: 118505254
- International Standard Name Identifier: 0000 0001 2143 0876
- Library of Congress Control Number: n80002386
- Nationale Bibliotheek van Letland: 000204012
- Bibliotheek van het Japanse parlement: 00620299
- Nationale Bibliotheek van Tsjechië: jn19981000172
- Nationale bibliotheek van Australië: 35011193
- Nationale Bibliotheek van Israël: 987007258182705171
- Nationale Bibliotheek van Polen: a0000001178045
- Nationale en Universitaire bibliotheek Zagreb: 000085290
- Nederlandse Thesaurus van Auteursnamen: 068532938
- Istituto Centrale per il Catalogo Unico: VEAV002253
- LIBRIS: 37427
- SNAC: w6rr1w9d
- Système universitaire de documentation: 086202936
- TDVİA: ibn-sina
- Trove: 788876
- Virtual International Authority File: 89770781

Zie ook: Oosterse filosofie · Antieke filosofie · Moderne filosofie · Postmoderne filosofie · Portaal filosofie